# Ormvråk
Ormvråk (Buteo buteo) är en medelstor hökfågel som häckar i palearktiska regionen och är den dominerande vråkarten i stora delar av Europa och västra Asien. I Europa är den vanligen stannfågel, men bestånd i Skandinavien och Finland liksom östligare fåglar flyttar vintertid söderut. Den häckar i skogar eller dungar intill öppna områden och ses ofta kretsa högt eller sittande utmed vägar på jakt efter byten som smågnagare, fågelungar, reptiler, groddjur och till och med daggmask. Arten har en mycket varierande fjäderdräkt, både mellan individer och bestånd, och förväxlas därför lätt med andra rovfåglar som bivråk och fjällvråk. Örnvråkens afrikanska population förs ibland istället till ormvråken. Ormvråken är ofta vanlig och vida spridd och beståndet anses vara livskraftigt.

## Utseende och läte
Ormvråken är en kompakt medelstor rovfågel med breda vingar och satt kroppsbyggnad, med kort hals och medellång stjärt. Den mäter 45–58 cm med ett vingspann på 110–132 cm och väger ungefär 1 kg. Fjäderdräkten är mycket variabel vad gäller färg. Dräkten är oftast brun med spräckliga eller vattrade kroppsdelar men varierar mycket. Vissa exemplar är gulbruna eller nästan vitspräckliga. Stjärten är tydligt tvärrandig med små band. Ögat är mörkbrunt eller nästan gult. Undersidan av vingarna är oftast ljusare än fågeln i övrigt. Det förekommer extremt ljusa former som ibland kallas börringevråk. Dessa har ljust till vitt huvud, vita främre täckare, vit stjärtbas och vita vingundersidor och är i övrigt bruna.
Ormvråken förväxlas lätt med bivråken, men denna har mindre näbb, mer framträdande huvud och hals, längre vingar och fylligare stjärt. Bivråken har också en avvikande flyktsilhuett med plana eller något sänkta vingar, medan ormvråken kretsar med vingarna något resta. Fjällvråken är något större och har längre vingar, med vanligen ljus stjärtovansidan och tydligt mörka karpalteckningar. Örnvråken av nominatformen förväxlas lätt med ormvråk av underarten vulpinus, men är tydligt större och mer långvingad, med mer kontrast mellan mörk buk och ljust bröst. Handpennor och stjärt är också mer genomlysande.
För att vara en rovfågel är ormvråken relativt talför. Det vanligaste lätet är ett fallande jamande som mest hörs i flykten. Ungarna tigger snarlikt men är ofta mer vibrerande och mer klagande.

## Utbredning och systematik
Relationen mellan ormvråken och dess närmaste släktingar har varit och är i viss mån fortfarande omstridd, där vissa inkluderar bestånd i ormvråken som andra urskiljer som egna arter. Enligt systematiken hos AviList har ormvråken ett stort utbredningsområde i palearktiska regionen som sträcker sig från Azorerna och Kap Verdeöarna i väst till Centralasien i öst. Merparten av världspopulationen är flyttfåglar med vinterkvarter i främst sydöstra Afrika, norra Afrika, Främre Orienten och Indien, medan merparten av Europas population buteo är stannfåglar.
AviList urskiljer sex underarter med följande utbredning:
- Buteo buteo rothschildi – stannfågel på västra och centrala Azorerna
- Buteo buteo insularum – stannfågel på Kanarieöarna
- Buteo buteo bannermani – stannfågel i Kap Verdeöarna, numera enbart på ön São Vicente
- Buteo buteo pojana – Korsika, Sardinien, Sicilien samt centrala och södra Italien
- vanlig ormvråk[5] Buteo buteo buteo – häckar i stora delar av Europa österut till Finland, Rumänien och Turkiet samt även i ögruppen Madeira (på huvudön samt Porto Santo och Desertasöarna)
- Buteo buteo menetriesi – häckar från östra Turkiet genom Kaukasus till norra Iran
- Buteo buteo vulpinus, "stäppvråk" – häckar i norra och östra Europa samt i Centralasien; övervintrar i östra och södra Afrika samt södra Asien

Vråkbeståndet på ön Sokotra utanför Jemen ansågs tidigare utgöra en del av ormvråkens nominatform buteo. Först 2010 beskrevs den som ett eget taxon och lyftes sedermera ut som egen art.
Underarten bannermanni har tidigare urskilts som egen art, bland annat baserat på DNA-studier som visar att den snarare är systerart till sokotravråken och dessa två närmare örnvråken. Enligt Porter och Kirwan (2010) finns även stöd i morfologin för denna indelning. En hypotes är att både kapverdevråken och sokotravråken är rester av en gammal vråkpopulation som förekom vida spridd över norra Afrika när Sahara var ett savannområde. Enligt AviList krävs dock mer forskning för att utröna dess artstatus, varför den tills vidare behålls inom ormvråken.
De östliga asiatiska arterna himalayavråk och orientvråk fördes också tidigare till ormvråken och vissa gör det fortfarande. Dessa urskiljs dock som egna arter av både IOC, eBird/Clements och Birdlife International, baserat på något avvikande utseende men tydliga skillnader i läten och DNA. Även sydafrikanska skogsvråken och madagaskarvråken har tidigare inkluderats i ormvråken, men betraktas allmänt som egna arter.
Förhållandet mellan ormvråken och örnvråken är inte heller helt utrett. Arterna har noterats hybridisera vid flera tillfällen, inte minst i södra Spanien med örnvråkens afrikanska underart cirtensis. Genetiska studier tyder på att cirtensis faktiskt också står närmare ormvråken än asiatiska örnvråkar, I senaste upplagan av Fågelguiden listas cirtensis därför som en del av ormvråken.

### Förekomst i Sverige

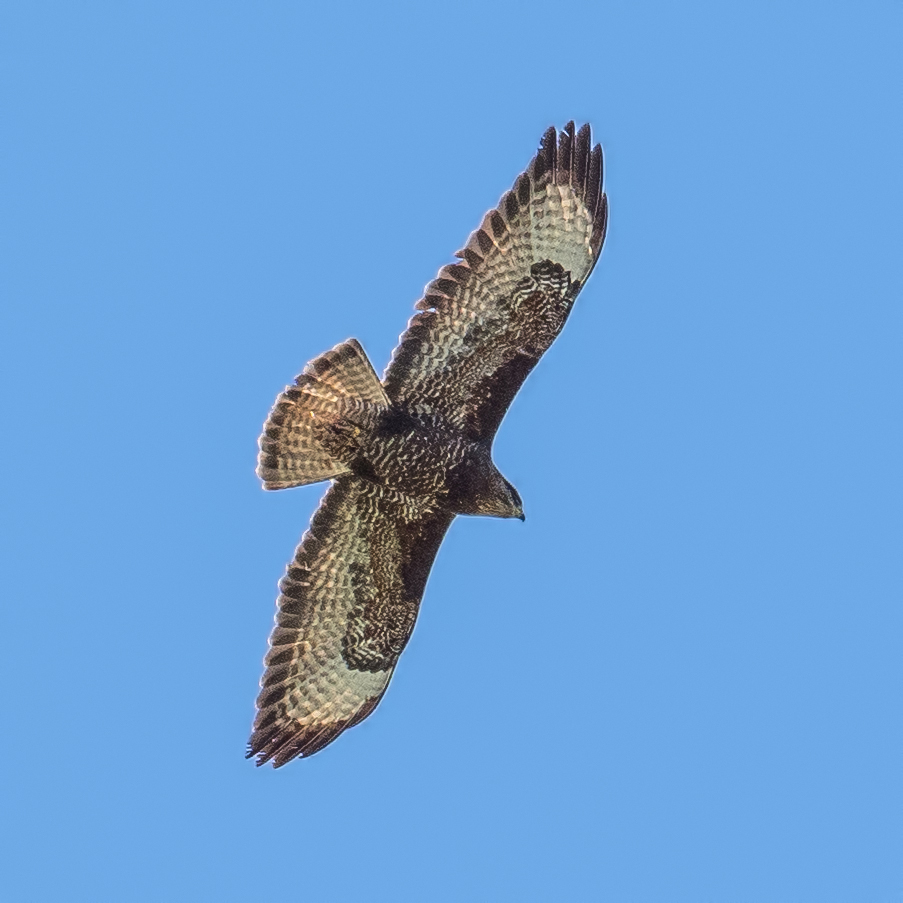
Typisk silhuett av en kretsande ormvråk.
Breda vingar, vardera med fem spretande handpennor och med solfjäderformad stjärt.

Ormvråken är jämte sparvhöken en av Sveriges vanligaste rovfåglar. Den häckar i stora delar av den trädbeväxta delen av Sverige och saknas i fjällen. Den svenska populationen består av omkring 35 000 par. Merparten av Sveriges ormvråkar är kortflyttande flyttfåglar som har sina vinterkvarter i Europa, men i södra Sverige och särskilt i Skåne övervintrar ormvråken. Vid milda vintrar förekommer den även på västkusten.

## Ekologi
Ormvråken ses ofta cirkla i termikvind på måttlig höjd, eller ryttla över öppna ytor, men spanar också gärna från trädstammar eller stolpar intill vägar där den söker trafikdödat vilt. Vanan att söka föda vid vägrenen kostar många ormvråkar livet. Under flytten kan ormvråkar ses i stora flockar när de korsar vatten på mycket hög höjd. Fåglarna undviker annars så mycket som möjligt att flyga över vatten. Detta innebär att flyttstråken koncentreras kring halvöar.
Flytten söderut till vintervistet äger rum augusti-november, och återflytt till häckningsområdet sker februari-maj.
Medellivslängd är 10,1 år. Högsta kända ålder är 28 år och 9 månader.

### Biotop
Ormvråken föredrar skogens randområden, det vill säga skog som gränsar till exempelvis åkrar, sjöar, hyggen eller myrar. Vanligast förekommer ormvråken i uppbrutet landskap med spridda träddungar.

### Häckning

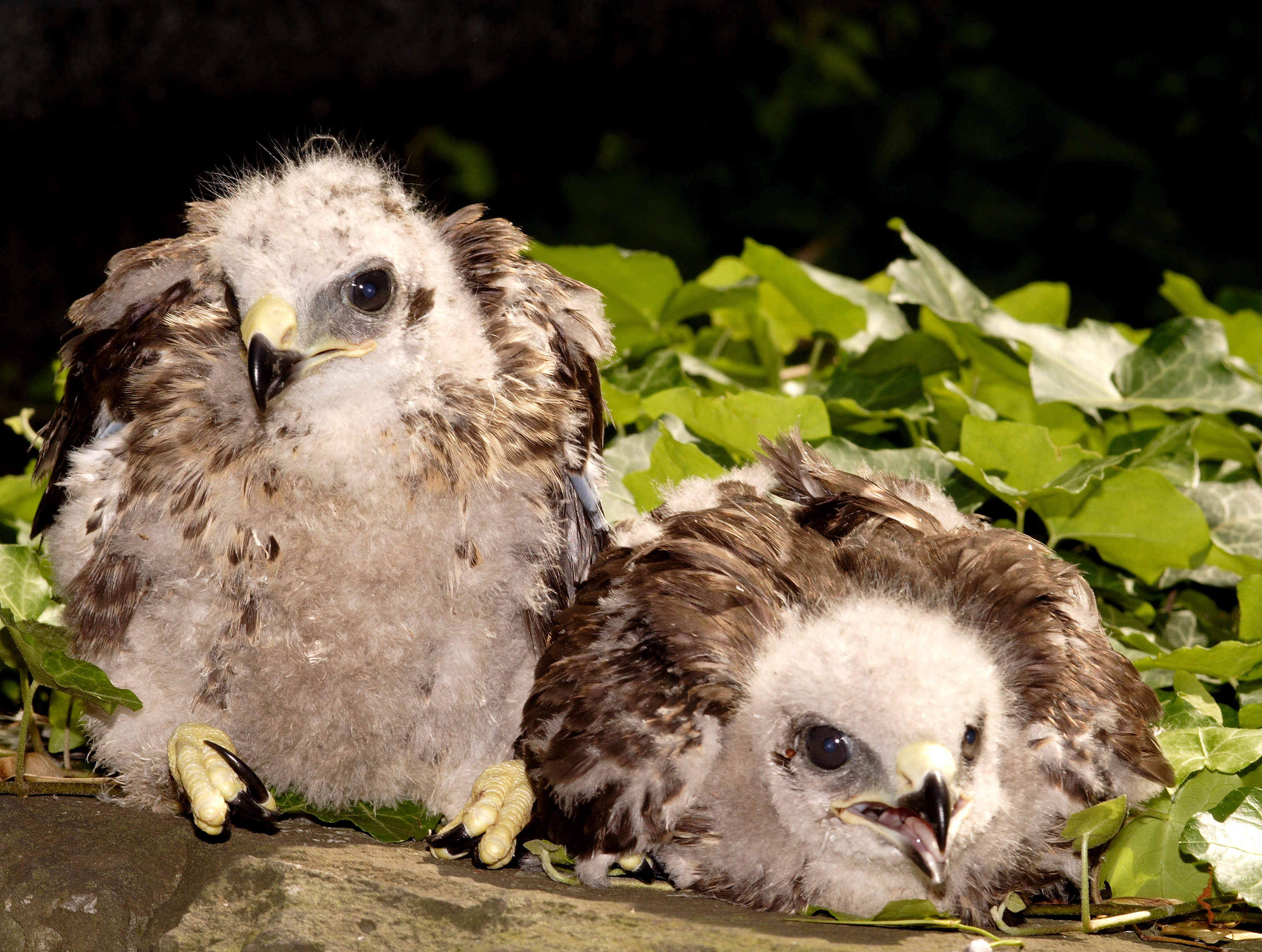
Två ormvråkungar i boet.

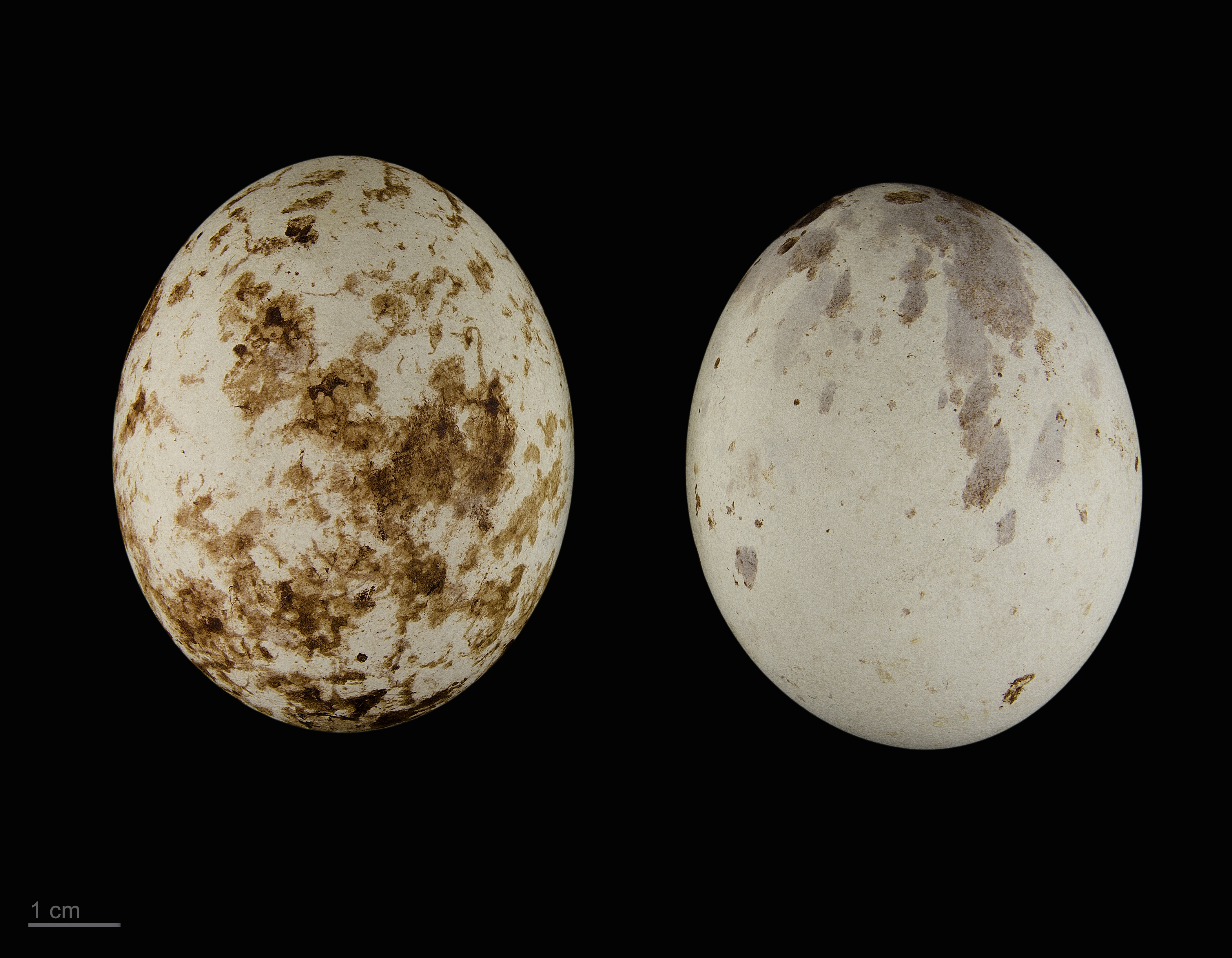
Ägg från ormvråk.

Ormvråken bygger ett plattformslikt bo, som ofta mäter cirka en meter i diameter. Det placeras i ett större träd, oftast gran, och honan lägger i april–maj två till fyra ägg. Ormvråksparet ruvar sedan äggen gemensamt i 33–38 dygn och tar sedan hand om ungarna tillsammans. Ungarna är flygfärdiga efter 45–55 dygn. Om det råder brist på föda, kan, precis som hos många andra rovfåglar, den svagaste ungen dödas, för att fungera som föda åt den starkare ungen.

### Föda
Ormvråken är opportunistisk och anpassar sig väl till en varierad diet. Främst består dieten av smågnagare, som sorkar och möss. Den äter även fåglar – främst ungar men i storlek upp till fasan –, reptiler, groddjur och kaniner. Ormvråken kan ofta ses på nyplöjda åkrar när den letar efter mask och insekter. Den jagar främst genom att spana ifrån en utsiktsplats och sedan snabbt slå sitt byte, men det förekommer också att den ryttlar. Den uppsöker också as, speciellt vintertid.

## Status
Internationella naturvårdsunionen IUCN listar ormvråken som livskraftig, baserat på ett mycket stort utbredningsområde och ökande bestånd. Beståndet uppskattas till mellan två och 3,5 miljoner häckande individer.
I Sverige listas även arten som livskraftig utan tecken på populationsförändringar. I Finland kategoriseras den dock som sårbar.

## Namn
Det svenska trivialnamnet ormvråk kommer av att man i gamla tider trodde att den gärna jagade orm, men den föreställningen vet man idag är felaktig. Ordet vråk härstammar från germanska "wrekan," som betyder förfölja. Äldsta kända källan som nämner trivialnamnet ormvråk är från 1786.
Carl von Linné, som först beskrev fågeln med det vetenskapliga namnet Falco buteo, kallade arten 1748 för kvidfågel. Ernst Rietz förklarar kvid med att fågelns läte låter som om den klagande kvider.
I äldre källor används ibland trivialnamnen ormvråk eller ormvråka även om glador. Även slaghök har använts.
Extremt ljusa former av ormvråk kallas ibland för börringevråk. Namnet är omdiskuterat då det anses missvisande eftersom dessa ljusa ormvråkar inte alls är mer förknippade med området kring den skånska orten Börringe, utan förekommer över stora delar av ormvråkens utbredningsområde.

### Bygdemål
| Namn        | Trakt       | Referens | Förklaring |
| ----------- | ----------- | -------- | --- |
|             |             |          | |
| Kvidfågel   | Hälsingland |          | Kvidfåglar (av kvidla = jämra sig) sägs i detta landskap om både ormvråkar och glador så sent som åtminstone på 1800-talet. Lätet har också liknats vid en katts jamande. |
| Musvråk     |             | [ 25 ]   | |
| Musvåg      |             | [ 26 ]   | |
| Ormkråka    |             | [ 20 ]   | Redan 1611 nämns arten med namnet ormkråka. Namnet refererar till den felaktiga föreställningen att denna fågel skulle vara en stor ormjägare.                            |
|             |             |          | |
| Ormråk      |             | [ 24 ]   | |
| Ormvåk      |             | [ 24 ]   | |
| Råk         |             | [ 24 ]   | |
|             |             |          | |
| Råttvråk    |             | [ 25 ]   | |
|             |             |          | |
| Snokvåg     |             | [ 24 ]   | |
| Svihök      |             | [ 24 ]   | |
| Vanlig vråk |             | [ 24 ]   | |
| Vråk        |             | [ 24 ]   | |